# Kara Mustafa Pasha
Kara Mustafa Pasha (dansk: ~ Hans excellence sorte Mustafa) født omkring 1634 -  25. december 1683 var osmannisk storvesir fra 1676 til 1683.
Efter forgæves at have ført krig mod Rusland 1676-81 indledte han i 1683 en offensiv mod Østrig i et forsøg på at udvide det osmanniske imperium efter mere end 150 års krig. Fra midten af juli  til september 1683 belejrede  hans 100.000 mand store hær Wien. I september havde han indtaget en del af bymuren og syntes at være på vej til sejr.
Imidlertid var en kristen alliance af Den polsk-litauiske realunion, Det Tysk-romerske rige, Østrig, Bayern, Sachsen, Venedig og Kirkestaten under kong Johan III Sobieskis kommando rykket til undsætning.
Den 12. september 1683 drog østrigerne og deres allierede fordel af den osmanniske militærkommandos uenighed og dårlige disponering. Det polske kavaleri leverede et ødelæggende flankeangreb ved Kahlenberg, og den polsk-tyske hær vandt slaget om Wien, og Osmannerne trak sig tilbage til Ungarn.
Nederlaget kostede Mustafa stillingen som storvesir – og livet: Den 25. december 1683 blev han henrettet i Beograd efter ordre fra den øverstbefalende janitshar. Han døde ved kvælning med en silkesnor. Det var dødsstraffen for højtstående i det Osmanniske Rige. Ifølge legenden var hans sidste ord: "Sørg for at binde knuden ordentligt." Mustafas hoved blev afleveret til Sultan Mehmed IV i en fløjlspose.